# Харлампеевский сельский округ
Харлампеевский сельский округ — упразднённая административно-территориальная единица, существовавшая на территории Шатурского района Московской области в 1994—2006 годах.
Административным центром была деревня Голыгино, с 2004 года посёлок Радовицкий.

## История

### 1918—1936 годы. Харлампеевский сельсовет
Харлампеевский сельсовет был образован после Октябрьской революции 1917 года в составе Дубровской волости Егорьевского уезда Рязанской губернии. В его составе была одна деревня Харлампеево.
В 1919 году Харлампеевский сельсовет в составе Дубровской волости передан из Егорьевского уезда во вновь образованный Спас-Клепиковский район Рязанской губернии. В 1921 году Спас-Клепиковский район был преобразован в Спас-Клепиковский уезд, который в 1924 году был упразднён. После упразднения Спас-Клепиковского уезда Харлампеевский сельсовет передан в Рязанский уезд Рязанской губернии. В 1925 году произошло укрупнение волостей, в результате которого сельсовет передан в укрупнённую Архангельскую волость. В ходе реформы административно-территориального деления СССР в 1929 году Харлампеевский сельсовет вошёл в состав Дмитровского района Орехово-Зуевского округа Московской области. В 1930 году округа были упразднены, а Дмитровский район переименован в Коробовский.
В 1936 году сельсовет был упразднён, деревня Харлампеево была передана Обуховскому сельсовету.

### 1954—1994 годы. Харлампеевский сельсовет
В июне 1954 года в ходе укрупнения сельсоветов Московской области Обуховский и Шелогуровский сельсоветы объединены во вновь образованный Харлампеевский сельсовет. Таким образом, в состав сельсовета вошли деревни Обухово, Харлампеево, Пруды, Шелогурово, Голыгино и Ловчиково. Административным центром стала деревня Голыгино.
В 1959 году в Харлампеевский сельсовет переданы деревни Катчиково, Митрониха, Подлесная и Гришакино Дубровского сельсовета, но уже в 1960 году они перешли в Бородинский сельсовет.
3 июня 1959 года Коробовский район упразднён, Харлампеевский сельсовет передан Шатурскому району.
В конце 1962 года в ходе реформы административно-территориального деления Шатурский район был упразднён, а его сельская территория (сельсоветы) включена в состав вновь образованного Егорьевского укрупнённого сельского района.
11 января 1965 года Егорьевский укрупненный сельский район был расформирован, а на его месте были восстановлены Егорьевский и Шатурский районы. Харлампеевский сельсовет вновь вошёл в состав Шатурского района.

### Харлампеевский сельский округ
В 1994 году в соответствии с новым положением о местном самоуправлении в Московской области Харлампеевский сельсовет был преобразован в Харлампеевский сельский округ.
В 1999 году в состав Харлампеевского сельского округа входило 6 деревень: Обухово, Харлампеево, Пруды, Шелогурово, Голыгино и Ловчиково.
В 2004 году в Харлампеевский сельский округ включён посёлок Радовицкий, который стал его административным центром, наименование сельского округа при этом не изменилось.
В 2005 году населённые пункты Харлампеевского сельского округа вошли в состав Радовицкого сельского поселения.
29 ноября 2006 года Харлампеевский сельский округ исключён из учётных данных административно-территориальных и территориальных единиц Московской области.